# Costante Girardengo

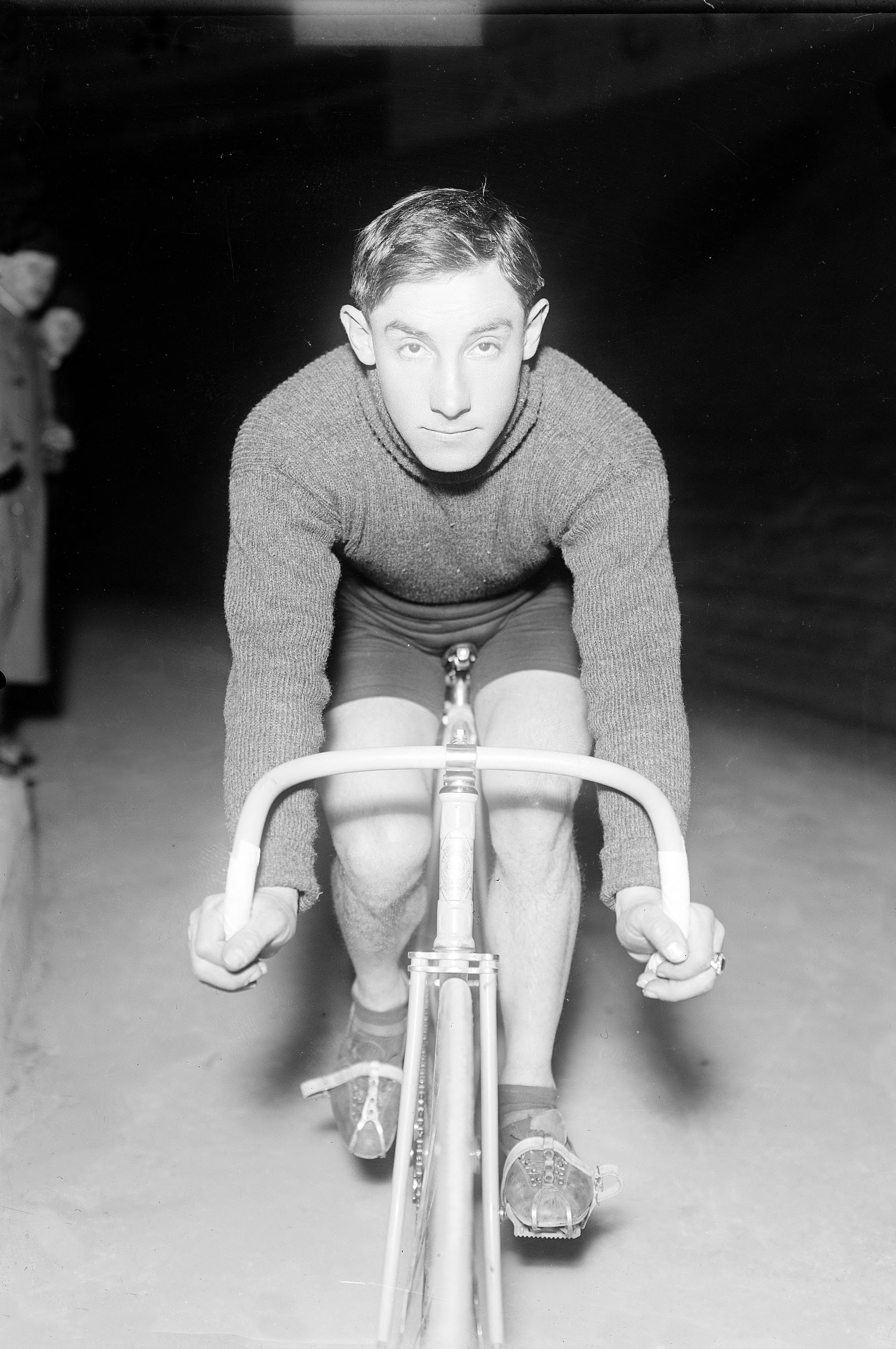
Costante Girardengo 1919.

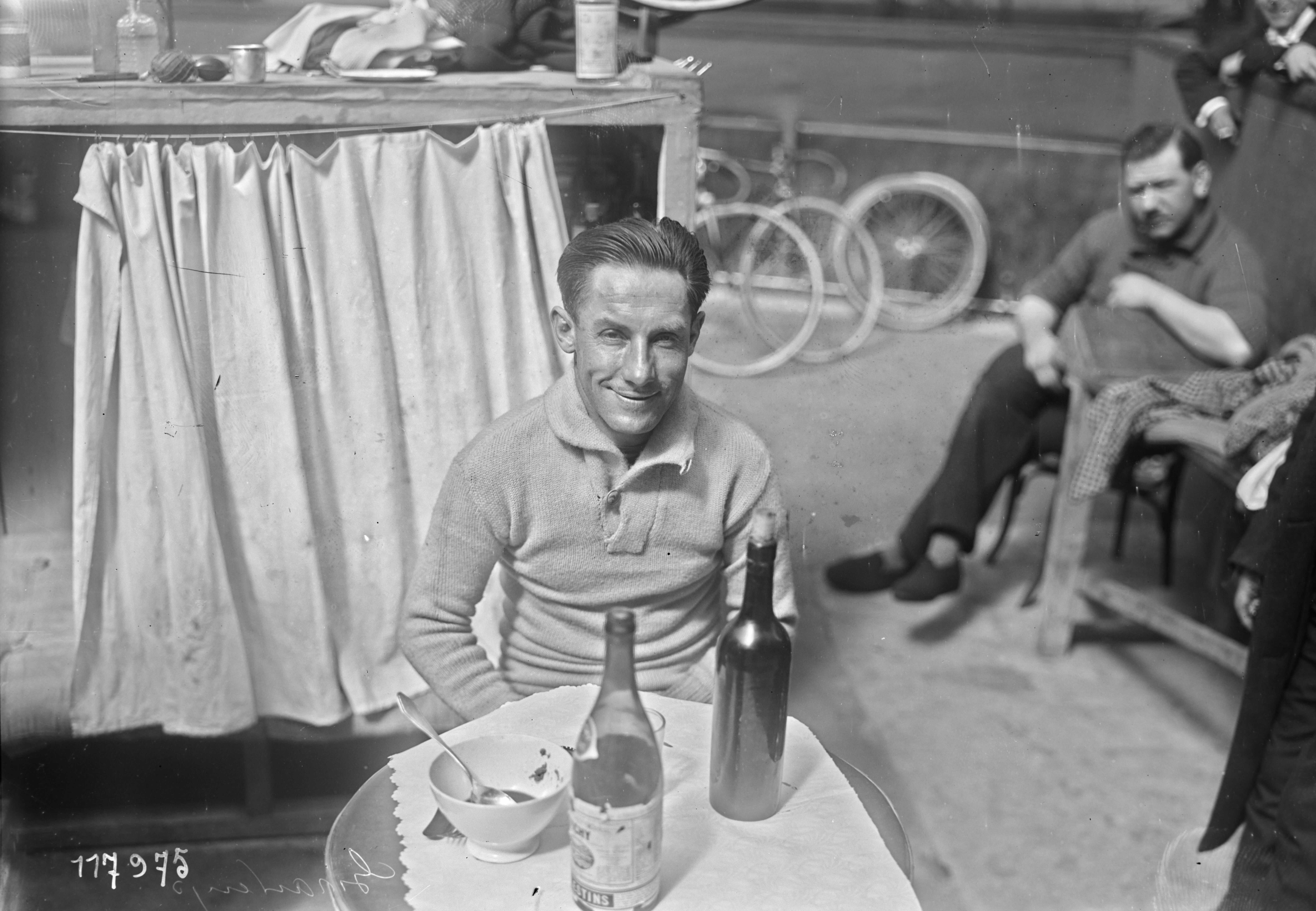
Girardengo vid Paris sexdagars i Vélodrome d'Hiver 1927. Ett sexdagarslopp på den tiden gick ut på att tvåmannalaget skulle cykla så långt som möjligt på 144 timmar - endast en man behövde vara på banan - och när lagkompisen cyklade, så kunde man äta - eller sova bakom skynket i kabinen.

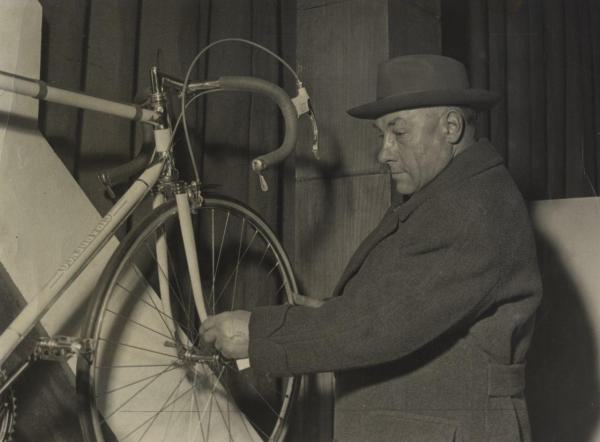
Constante Girardengo och en Girardengocykel 1952.

Costatino "Costante" Girardengo, född den 18 mars 1893 i Novi Ligure, död den 9 februari 1978 i Cassano Spinola, var en italiensk professionell landsvägscyklist som var aktiv från 1912 till 1936. Under sin karriär vann han "bland annat" Giro d'Italia två gånger (och tog 30 etappsegrar), Milano-Sanremo sex gånger, Lombardiet runt tre gånger, Milano-Turin fem gånger, Giro dell'Emilia fem gånger, Giro del Piemonte tre gånger, samt blev italiensk mästare i linjelopp nio år i följd (1913-1925 - inga mästerskap hölls 1915-1918 på grund av Första världskriget).
Girardengo var den förste att bli kallad Campionissimo - "Mästarnas mästare" (de andra två som fått titeln är Alfredo Binda och Fausto Coppi). Namnet kom från en intervju med Emilio Colombo från La Gazzetta dello Sport 1919 och då Girardengo var tveksam till vad han ville bli kallad, svarade Colombo "jag kallar dig campionissimo".
I slutet av karriären, ungefär 1933, började Girardengo och hans två söner, Luciano och Ettore, tillverka cyklar (och från 1951 till 1954 även motorcyklar) i Novi Ligure i samarbete med Maino-Clement.

## Meriter

### Landsväg
1912
Vinnare Coppa de Bagni di Casciana
1913
Vinnare  Italienska mästerskapen i linjelopp
Vinnare etapp 6 Giro d'Italia
Vinnare totalt Corsa XX Septembre
Vinnare etapp 2
Vinnare Coppa Borzino
Vinnare Gran Fondo
1914
Vinnare  Italienska mästerskapen i linjelopp
Vinnare etapp 3 Giro d'Italia
Vinnare Milano–Torino
2:a totalt Giro di Romagna
2:a Giro dell'Emilia
1915
Vinnare Milano–Torino
1917
2:a Milano-Sanremo
2:a totalt Giro della Provincia di Milano (med Angelo Gremo)
2:a Milano-Bellagio-Varese
1918
Vinnare Milano-Sanremo
Vinnare Giro dell'Emilia
Vinnare Serravalle-Arquata
Vinnare Turin-Arquata (med Gaetano Belloni, Lauro Bordin och Luigi Lucotti)
2:a Milano-Varèse
1919
Vinnare  Italienska mästerskapen i linjelopp
Vinnare totalt Giro d'Italia
Vinnare etapperna 1, 2, 6, 7, 8, 9 och 10
Vinnare Giro di Lombardia
Vinnare Milano-Modena
Vinnare Milano–Torino
Vinnare Giro dell'Emilia
Vinnare Giro del Piemonte
Vinnare totalt Giro della Provincia di Milano (med Angelo Gremo)
Vinnare totalt Roma-Trento-Trieste
Vinnare etapperna 1, 2 och 3
2:a Milano-Sanremo
1920
Vinnare  Italienska mästerskapen i linjelopp
Vinnare Milano-Modena
Vinnare Giro del Piemonte
Vinnare Milano–Torino
Vinnare Torino-Genova
2:a Giro dell'Emilia
2:a Milano-San Pellegrino
2:a totalt Giro della Provincia di Milano (med Luigi Annoni)
3:a Milano-Sanremo
1921
Vinnare  Italienska mästerskapen i linjelopp
Vinnare Milano-Sanremo
Vinnare Giro di Lombardia
Giro d'Italia
Vinnare etapperna 1, 2, 3 och 4
Vinnare Giro dell'Emilia
Vinnare Milano-San Pellegrino
Vinnare Genua–Nice
Vinnare totalt Corsa XX Septembre
Vinnare totalt Giro della Provincia di Milano (med Giuseppe Azzini)
2:a Milano-Modena
1922
Vinnare  Italienska mästerskapen i linjelopp
Vinnare Giro di Lombardia
Vinnare totalt Corsa XX Septembre
Vinnare Giro dell'Emilia
Vinnare Giro di Romagna
Vinnare Tour du Lac Leman
Vinnare Critérium de Genève
Vinnare Tour des Deux Golfes
Vinnare Giro della Provincia di Milano (med Gaetano Belloni)
Vinnare etapp 2 Giro d'Italia
2:a Milano-Sanremo
1923
Vinnare  Italienska mästerskapen i linjelopp
Vinnare totalt Giro d'Italia
Vinnare etapperna 1, 3, 4, 5, 6, 7, 8 och 10
Vinnare Milano-Sanremo
Vinnare totalt Corsa XX Septembre
Vinnare Milano–Torino
Vinnare Giro del Veneto
Vinnare Giro di Toscana
Vinnare Giro della Provincia di Torino (med Giovanni Brunero)
1924
Vinnare  Italienska mästerskapen i linjelopp
Vinnare Giro del Piemonte
Vinnare Giro del Veneto
Vinnare Giro di Toscana
Vinnare GP Wolber
Vinnare GP Milazzo
2:a Giro di Lombardia
3:a Milano-Sanremo
1925
Vinnare  Italienska mästerskapen i linjelopp
Vinnare Milano-Sanremo
Vinnare Critérium National
Vinnare Giro del Veneto
Vinnare totalt Corsa XX Septembre
Vinnare Giro dell'Emilia
Vinnare GP Milazzo
Vinnare totalt Giro della Provincia di Milano (med Ottavio Bottecchia)
Vinnare etapp 1
2:a totalt Giro d'Italia
Vinnare etapperna 2, 4, 7, 9, 10 och 11
2:a Critérium des As à Turin
1926
Vinnare Milano-Sanremo
Vinnare Giro di Romagna
Vinnare Giro del Veneto
Giro d'Italia
Vinnare etapperna 4 och 5
2:a Giro di Toscana
3:a Giro del Piemonte
3:a Critérium de Genève
1927
2:a linjelopp för professionella vid Världsmästerskapen i landsvägscykling
2:a GP de Turin
1928
Vinnare Milano-Sanremo
Vinnare Milano-Modena
1930
5:a Milano-Sanremo
1932
2:a totalt Giro della Provincia di Milano (med Learco Guerra)
1935
Vinnare etapp 3 Giro delle Quattro
2:a Asti-Ceriale
3:a Circuit Apuan
3:a Circuit d'Imola

### Bana
1917
Nytt italienskt timrekord (41,032 km)
1927
Vinnare Milanos sexdagars (med Alfredo Binda)
1928
Vinnare Milanos sexdagars (med Pietro Linari)
Vinnare Breslaus sexdagars (med Willy Rieger)
Vinnare Leipzigs sexdagars (med Antonio Negrini)
1929
2:a Paris sexdagars (med Pietro Linari)